# Dicaste
Un dicaste o dicasta (en griego: δικαστής, dikastés; pl. Δικασταί, dikastai) era un cargo jurídico en la Antigua Grecia que significaba, en el sentido más amplio, un juez o jurado, pero más particularmente designaba al funcionario ático del período democrático, que, con sus colegas, estaba facultado constitucionalmente para juzgar todas las causas y cuestiones que las leyes y costumbres de su país justificasen una investigación judicial.

## Proceso de selección
En la Antigua Atenas, las condiciones para ser elegido eran que el dicaste debía ser un ciudadano libre, con derecho al voto completo (ἐπιτιμία, epitimía), y no menor de treinta años de edad. De las personas cualificadas, se seleccionaban 6.000 por sorteo para servir con este cargo durante un año. Se desconoce exactamente el método exacto de su nombramiento, pero puede deducirse que la selección tenía lugar todos los años bajo la dirección de los nueve arcontes y su escriba oficial. Cada uno de estos diez arcontes extraía por sorteo los nombres de 600 personas de la tribu o phile, que se le habían asignado. El número total así seleccionado era a su vez nuevamente dividido por sorteo en diez secciones de 500 dicastes cada una, junto con los restantes 1.000, que formaban una sección supernumeraria, con la que se podía suplir las ocasionales faltas en las secciones de 500.
A cada una de las diez secciones se le asignaba una de las diez primeras letras del alfabeto como marca distintiva, y se entregaba a cada dicaste una pequeña placa denominada pinakion (πινάκιον), inscrita con la letra de la sección y el nombre de la persona, como una especie de certificado de su asignación. Se han encontrado muchos pinakia como las tres placas de bronce encontradas en el Pireo, descritas por Edward Dodwell en su obra Travels. Las inscripciones en estas placas constan de lo siguiente: Δ. ΔΙΟΔΩΡΟΣ ΦΡΕΑ, Ε. ΔΕΙΝΙΑΣ ΑΛΑΙΕΥΣ y Β. ΑΝΤΙΧΑΡΜΟΣ ΛΑΜΠ, además de representaciones de mochuelos y gorgoneiones, y otros simbolismos del pueblo ático. Los mil supernumerarios tenían con mucha probabilidad alguna forma diferente de placa, pero no se ha podido comprobar hasta ahora.

## Juramento
Antes de proceder al ejercicio de sus funciones, el dicaste estaba obligado a prestar un juramento oficial, que se hacía en épocas más antiguas en un lugar llamado Ardettus, en las afueras de Atenas, a orillas del Iliso, pero más tarde en algún otro lugar. En la época de Demóstenes, el juramento reafirmaba la cualificación del dicaste, y el compromiso solemne por su parte para desempeñar su cargo  de forma fiel e incorruptible, así como en ciertos casos específicos, refiriéndose al nombramiento de magistrados, un asunto en gran parte, bajo el control del dicaste, ya que pocos podían acceder a cualquier cargo sin haber tenido antes de su elección, estar sometidos a un tribunal para su aprobación o docimasia. Llevaba aparejado además, la promesa general de apoyar la constitución existente, lo que, por supuesto, el dicaste estaría especialmente capacitado para realizar, cuando las personas fueran acusadas ante él de intentar una desestabilización subversiva.

## Asignación
Habiendo tomado juramento, y realizadas las divisiones, quedaba por asignar los tribunales a las varias secciones de dicastes donde debía tomar posición. Esta asignación no era como la primera, un nombramiento destinado a durar un año, sino que tenía lugar bajo la dirección de los thesmothetae, de novo, cada vez que era necesario fijar a varios dicastes. En los casos ordinarios, cuando una o más secciones de los grupos de 500 constituían el complemento de los jueces apropiados para juzgar un tipo particular de causa, el proceso era bastante sencillo. 
Se colocaban dos urnas (o cofres) (κληρωτήρια), una de ellas con las placas con las letras distintivas de las secciones; la otra, con placas similares donde se indicaban los juzgados en los que se celebrarían las audiencias. Si la causa iba a ser juzgada por una sola sección, se sacaría una placa simultáneamente de cada urna y se anunciaría el resultado, como por ejemplo, que la sección B, debía comparecer en el tribunal F. Si se necesitaban mil dicastes, se extraían dos placas (pinakia) de la urna que contenía las secciones, mientras que se sacaba una de la otra. Como resultado, por ejemplo, se podía anunciar que las secciones A y B debían asentarse en la corte F. Se debió haber adoptado un sistema algo más complicado cuando el contenido de las secciones ya no estaba completo, sino que era una fracción de la sección, se asentaban así o se agregaban a otras secciones completas. Existían ocasiones en que se requerían jueces de una especial calificación, como pueda ser el caso de juicios sobre los violadores de los misterios, cuando solo se permitía juzgar a los iniciados, o el caso de los delincuentes militares que quedaban en manos de la justicia de los que eran o debieron ser en el momento en que presuntamente se cometió el delito, sus camaradas.
La asignación de los dicastes a los diferentes tribunales se llevaba a cabo en el mercado, y se realizaba así en todos los casos, excepto en los que intervenían los thesmothetae. En los primeros, los magistrados y funcionarios públicos rendían cuenta de su conducta al vencimiento de su mandato, y se defendían, en su caso, de todas las posibles acusaciones de corrupción o conducta inapropiada (o euthyne) en el mismo. Los logistae eran las oficiantes. Tan pronto como se llevaba a cabo la asignación, cada dicaste recibía un bastón, en el que estaba pintada la letra y el color de la corte que se le había otorgado, lo que le serviría como pase para permitirle la entrada y para distinguirlo de cualquiera que pudiera intentar obtener un asiento después de que el juicio hubiese comenzado.

## Pagos
Los dicastes recibían un salario por su asistencia (τὸ δικαστικόν o μίσθος δικαστικός). Este pago probablemente fue instituido por primera vez por Pericles. Aristófanes hace decir a su personaje Strepsiades que con el primer óbolo que recibió como dicaste, compró un juguete para su hijo. Al principio era solo un óbolo, pero según el escolio en Aristófanes, la paga se incrementó posteriormente a dos óbolos, aunque pueda parecer simplemente una inferencia errónea del pasaje de su autor. Tres óbolos o un trióbolo (τριώβολον, trióbolon) aparece ya en el 425 a. C. en las comedias de Aristófanes, y es mencionado con frecuencia posteriormente. El clasicista alemán Philipp August Böckh infirió de estos pasajes que el trióbolo fue introducido por Cleón alrededor del 421 a. C., aunque esta opinión es discutida porque hay eruditos que creen que la paga de tres óbolos para los dicastes ya existía anteriormente.
En cualquier caso, el pago de los dicastes no fue el mismo en todo momento, aunque es improbable que alguna vez hubiese sido de dos óbolos. El pago se realizaba después de cada reunión de un tribunal de heliastas en el tribunal Heliea por los kolakretai. Después de que un ciudadano hubiese sido designado por sorteo para actuar como juez en un tribunal en particular, recibía al entrar en el mismo el bastón (βακτήρια o ῥάβδος) y una tablilla o tésera oficial (σύμβολον, sýmbolon) a cambio. Una vez concluidos los actos del tribunal, el dicaste entregaba al salir su tésera al prytaneis, recibiendo entonces el pago correspondiente. Los que llegaban demasiado tarde no tenían derecho al trióbolo. Aristófanes calcula el monto anual de estos honorarios en 150 talentos, una suma muy alta y tal vez solo pueda aplicarse a los tiempos más florecientes de Atenas.

## En la religión
Aplicado en el ámbito religioso, Harpocración consideraba que Zeus Eleutherios era, al tiempo, “Señor de los dicastes”, los jueces, que a su vez, tenían por patrón en su juramento a Zeus Basileus, que se había convertido en el patrón de la legislación de Solón.